# 柿沼友哉
柿沼 友哉（かきぬま ともや、1993年5月12日 - ）は、茨城県つくば市出身のプロ野球選手（捕手）。右投右打。千葉ロッテマリーンズ所属。

## 経歴

### プロ入り前
市立松代小学校時代は「松代ブルーサンダース」、市立手代木中学校時代は「つくばリトルシニア」に所属していた。中学3年時点で身長が163cmと小柄で強豪校からは声が掛からず高校は知人の紹介で誠恵高校に進学する。
高校では4番で臨んだ3年夏の県大会3回戦で延長11回逆転サヨナラ負け。
日本大学国際関係学部では、2年の春に肘を痛めトミー・ジョン手術を受け、1年間試合に出場出来ない日々を送る。4年生の時の東海地区大学野球秋季選手権大会では敗者復活1回戦で完全試合をサポート、続く第11回東海・北陸・愛知三連盟王座決定戦でも「4番・捕手」として先発出場した。この年の活躍がスカウトの小野晋吾の目に留まる。
2015年10月22日に行われたプロ野球ドラフト会議では、千葉ロッテマリーンズから育成ドラフト2位指名を受け、支度金300万円、年俸240万円（金額は推定）の条件で入団した。背番号は122。担当スカウトは小野晋吾。

### ロッテ時代
2016年、7月29日に同期入団の大木貴将と共に支配下選手登録され、同時に背番号が99に変更された。
この年、イースタン・リーグでの捕手としての出場は、チーム最多の55試合だった。10月12日、第1回WBSC U-23ワールドカップの日本代表に選出されたことが発表された。なお日本代表での背番号は22となった。大会では全9試合に捕手として出場し、計23打数4安打4打点、打率.174の成績だった。
2017年、6月16日に出場選手登録されると、翌17日の対読売ジャイアンツ戦において捕手の守備から途中出場し、8回表に迎えたプロ初打席では左翼手への飛球で凡退した。18日の対巨人戦では12回表一死の場面で代打で出場し、二・三塁から投手への犠打（スクイズ）でプロ初打点を記録した（記録は投犠打失策）。9月29日の対オリックス・バファローズ戦では「8番・捕手」で初先発出場した。
2018年は、2試合の出場で3打数0安打、打率.000に終わった。
2019年は、開幕を二軍で迎えた。二軍では一時打率3割以上の高打率を残しており打撃好調だった。5月25日に吉田裕太や田村龍弘が怪我離脱し捕手が不足していたこともあり一軍昇格を果たし、6月8日に東京ドームで行われた対読売ジャイアンツ戦で山口俊からレフト前にプロ初安打を打ち、その後6月22日に神宮球場で行われた対東京ヤクルトスワローズ戦で風張蓮からプロ初本塁打を記録した。その後も守備面で評価を受け一軍に定着。田村が復帰した後も併用が続いた。特に種市篤暉と相性が良く、このバッテリーのことをファンやメディアから「柿の種バッテリー」と称された。最終的には34試合の出場で打率.167、9安打、1本塁打ながら盗塁阻止率は.522という成績だった。
2020年は、自己最多の56試合に出場し、106打数で、打率.160、1本塁打、自己最多の15犠打、9打点を記録したが、打率は2割を下回り、出塁率も前年より下がって.219という低調な成績となった。また安打数の16の倍近い31三振を記録したこともありペナントレース後半は出場機会が減少した。
2021年は、スタメンを任されることも増えていたが、7月5日の楽天ゴールデンイーグルス戦で走塁の際に左足第5中足骨を骨折し、15日に固定手術を受けた。この離脱が響き、最終的に出場は43試合で、打率.143、1本塁打、4打点という成績だった。
2022年は、熾烈な捕手争いの中で勝ち抜き開幕一軍を掴むが、4月1日に新型コロナウィルス陽性のため隔離療養で離脱する。佐藤都志也と高卒ルーキーの松川虎生の台頭があり、最終的に捕手の中では3番目の34試合の出場だった。
2023年は、7月1日の楽天戦で種市との柿の種バッテリーを3年ぶりに組み、10対2の快勝でチームの連敗を止めた。その後も種市とバッテリーを組み、8月18日の楽天戦まで6勝1敗と好成績を見せていたが、それ以降は勝利を重ねられず、10月4日に一軍登録を抹消となりシーズンを終えた。18試合の出場で打率.103、1打点という成績だった。12月16日、背番号が55に変更されることが球団から発表された。

## 選手としての特徴・人物
本塁から二塁への送球タイムは1秒78、遠投は115メートルを記録している（ロッテ入団前）。
2018年から2022年まで監督を務めた井口資仁は、｢投手の良さを引き出せるキャッチャー」と評価している。
愛称は「かき」、「おかき」、「エンジェル」など。

## 詳細情報

### 年度別打撃成績
| 年 度     | 球 団     | 試 合 | 打 席 | 打 数 | 得 点 | 安 打 | 二 塁 打 | 三 塁 打 | 本 塁 打 | 塁 打 | 打 点 | 盗 塁 | 盗 塁 死 | 犠 打 | 犠 飛 | 四 球 | 敬 遠 | 死 球 | 三 振 | 併 殺 打 | 打 率 | 出 塁 率 | 長 打 率 | O P S |
| --------- | --------- | ----- | ----- | ----- | ----- | ----- | -------- | -------- | -------- | ----- | ----- | ----- | -------- | ----- | ----- | ----- | ----- | ----- | ----- | -------- | ----- | -------- | -------- | ----- |
| 2017      | ロッテ    | 8     | 9     | 8     | 0     | 0     | 0        | 0        | 0        | 0     | 1     | 0     | 0        | 1     | 0     | 0     | 0     | 0     | 2     | 1        | .000  | .000     | .000     | .000  |
| 2018      | ロッテ    | 2     | 3     | 3     | 0     | 0     | 0        | 0        | 0        | 0     | 0     | 0     | 0        | 0     | 0     | 0     | 0     | 0     | 0     | 0        | .000  | .000     | .000     | .000  |
| 2019      | ロッテ    | 34    | 73    | 54    | 5     | 9     | 0        | 0        | 1        | 12    | 2     | 0     | 0        | 10    | 0     | 4     | 0     | 5     | 20    | 0        | .167  | .286     | .222     | .508  |
| 2020      | ロッテ    | 56    | 129   | 106   | 6     | 17    | 1        | 0        | 0        | 18    | 9     | 0     | 0        | 15    | 0     | 5     | 0     | 3     | 31    | 2        | .160  | .219     | .170     | .389  |
| 2021      | ロッテ    | 43    | 65    | 49    | 3     | 7     | 1        | 0        | 1        | 11    | 4     | 0     | 1        | 10    | 0     | 6     | 0     | 0     | 12    | 4        | .143  | .236     | .224     | .431  |
| 2022      | ロッテ    | 34    | 23    | 19    | 1     | 3     | 0        | 0        | 0        | 3     | 0     | 0     | 0        | 4     | 0     | 0     | 0     | 0     | 4     | 1        | .158  | .158     | .158     | .316  |
| 2023      | ロッテ    | 18    | 38    | 29    | 2     | 3     | 0        | 0        | 0        | 3     | 1     | 0     | 0        | 5     | 0     | 3     | 0     | 1     | 6     | 0        | .103  | .212     | .103     | .316  |
| 2024      | ロッテ    | 3     | 3     | 3     | 0     | 0     | 0        | 0        | 0        | 0     | 0     | 0     | 0        | 0     | 0     | 0     | 0     | 0     | 2     | 0        | .000  | .000     | .000     | .000  |
| 通算：8年 | 通算：8年 | 198   | 343   | 271   | 17    | 39    | 2        | 0        | 2        | 47    | 17    | 0     | 1        | 45    | 0     | 18    | 0     | 9     | 77    | 8        | .144  | .221     | .173     | .394  |

- 2024年度シーズン終了時

### 年度別守備成績
| 年 度 | 球 団  | 捕手  | 捕手  | 捕手  | 捕手  | 捕手  | 捕手     | 捕手  | 捕手     | 捕手     | 捕手     | 捕手     |
| 年 度 | 球 団  | 試 合 | 刺 殺 | 補 殺 | 失 策 | 併 殺 | 守 備 率 | 捕 逸 | 企 図 数 | 許 盗 塁 | 盗 塁 刺 | 阻 止 率 |
| ----- | ------ | ----- | ----- | ----- | ----- | ----- | -------- | ----- | -------- | -------- | -------- | -------- |
| 2017  | ロッテ | 6     | 19    | 3     | 1     | 0     | .957     | 1     | 4        | 1        | 3        | .750     |
| 2018  | ロッテ | 2     | 9     | 2     | 0     | 0     | 1.000    | 0     | 2        | 1        | 1        | .500     |
| 2019  | ロッテ | 34    | 187   | 28    | 0     | 4     | 1.000    | 2     | 23       | 11       | 12       | .522     |
| 2020  | ロッテ | 56    | 291   | 22    | 1     | 4     | .997     | 1     | 32       | 22       | 10       | .313     |
| 2021  | ロッテ | 42    | 170   | 18    | 2     | 0     | .989     | 1     | 27       | 20       | 7        | .259     |
| 2022  | ロッテ | 33    | 85    | 8     | 0     | 1     | 1.000    | 4     | 5        | 5        | 0        | .000     |
| 2023  | ロッテ | 17    | 99    | 9     | 2     | 1     | .982     | 0     | 9        | 6        | 3        | .333     |
| 2024  | ロッテ | 2     | 3     | 0     | 0     | 0     | 1.000    | 0     | 0        | 0        | 0        | ----     |
| 通算  | 通算   | 192   | 863   | 90    | 6     | 10    | .994     | 9     | 102      | 66       | 36       | .353     |

- 2024年度シーズン終了時[注 1]

### 表彰
- 月間最優秀バッテリー賞：1回（2020年9月 投手：澤村拓一）

### 記録
初記録
- 初出場：2017年6月17日、対読売ジャイアンツ2回戦（東京ドーム）、7回裏に田村龍弘に代わり捕手で出場
- 初打席：同上、8回表に田口麗斗から左飛
- 初打点：2017年6月18日、対読売ジャイアンツ3回戦（東京ドーム）、12回表に高木勇人から投犠打失策
- 初先発出場：2017年9月29日、対オリックス・バファローズ24回戦（ZOZOマリンスタジアム）、「8番・捕手」で先発出場
- 初安打：2019年6月8日、対読売ジャイアンツ2回戦（東京ドーム）、5回表に山口俊から左前安打
- 初本塁打：2019年6月22日、対東京ヤクルトスワローズ2回戦（明治神宮野球場）、8回表に風張蓮から左越ソロ

### 背番号
- 122（2016年[11] - 同年7月28日）
- 99（2016年7月29日[13] - 2023年）
- 55（2024年[34] - ）

### 代表歴
- 2016 WBSC U-23ワールドカップ 日本代表